# Ceilândia
| Região Administrativa de Ceilândia          | |
| Vista de Ceilândia                          | |
| \| \| \| Bandeira \|                        | |
| Região Administrativa IX                    | |
| Fundação: 27 de março de 1971 (54 anos)     | |
| Lei de criação: 49 de 25 de outubro de 1989 | |
| Mapa de Ceilândia                           | |
| Limites:                                    | Santo Antônio do Descoberto (GO), Águas Lindas de Goiás (GO), Brazlândia, Taguatinga, Samambaia e Sol Nascente/Pôr do Sol |
| Distância de Brasília:                      | 26 km km |
| Administrador(a):                           | Dilson Resende de Almeida                                                                                                 |
| Área                                        | |
| - Total                                     | 92,6569 km² (9265,69 ha) km²                                                                                              |
| População                                   | |
| - Total                                     | 350.347 habitantes 2020                                                                                                   |
| IDH                                         | 0,784 médio SEPLAN/2000                                                                                                   |
| Site governamental                          | www.ceilandia.df.gov.br                                                                                                   |
| Bandeira de Ceilândia                       | |
| Bandeira                                    | |

Ceilândia é uma região administrativa do Distrito Federal brasileiro. Está localizada na porção oeste do DF, de cujo território é a subdivisão mais populosa, contando com 350.347 habitantes, de acordo a Pesquisa Distrital por Amostra de Domicílios (PDAD) divulgada, pela então Companhia de Planejamento do Distrito Federal (Codeplan), no ano de 2021. 
É uma das mais importantes economicamente do Distrito Federal, tendo um PIB de aproximadamente R$ 20 bilhões/ano, o que representa cerca de 10% do PIB do Distrito Federal.
Ceilândia é conurbada com a região administrativa de Taguatinga (pelos setores M Norte e L Norte), cuja conurbação é popularmente conhecida como Tailândia (junção de Taguatinga e Ceilândia) e também com a região administrativa de Sol Nascente/Pôr do Sol. Foi a 9ª Região Administrativa do Distrito Federal criada . 

## História

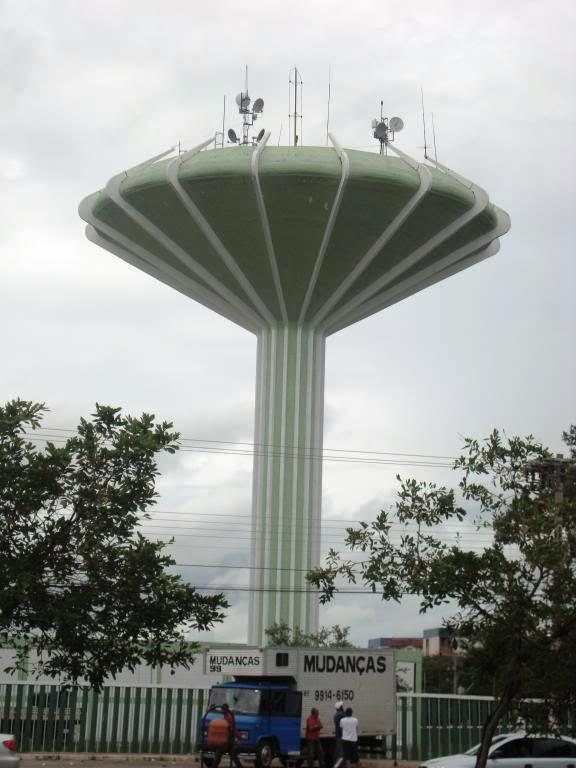
A Caixa d'Água de Ceilândia, um de seus símbolos.

Antes da chegada dos portugueses, a região era habitado por povos cataguás. Os primeiros registros de ocupação de origem europeia na região datam do século XVIII, e mostram que, como tradicionalmente ocorreu em outras regiões brasileiras, os primeiros povoamentos de origem europeia foram estimulados pela busca de metais preciosos e pela atividade agropecuária. Na área também instalaram-se negros escravizados fugitivos das minas de Paracatu e de Goiás.
Com a transferência da capital do Brasil do Rio de Janeiro para o atual Distrito Federal, as terras dessa região foram desapropriadas pelo governo do estado de Goiás, no período de 1956 a 1958, sob responsabilidade da Comissão Goiana de Cooperação para a Mudança da Capital do Brasil, tendo, por presidente, Altamiro de Moura Pacheco.
Em 1969, com apenas nove anos de fundação, o Distrito Federal já tinha 79 128 habitantes em ocupações irregulares, que moravam em aglomerados próximos ao centro da capital, local de trabalho da maioria dessas pessoas, para uma população de 500 mil habitantes em todo o Distrito Federal. Naquele ano, foi realizado, em Brasília, um seminário sobre problemas sociais no recém-criado Distrito Federal. O surgimento de áreas urbanas carentes de infraestrutura foi o ponto mais discutido naquele momento. Reconhecendo a gravidade do problema e suas consequências, o governador Hélio Prates da Silveira solicitou a erradicação das invasões à Secretaria de Serviços Sociais, comandada por Otamar Lopes Cardoso. No mesmo ano, foi criado um grupo de trabalho que, mais tarde, se transformou em Comissão de Erradicação das Invasões.
Foi criada, então, a "Campanha de Erradicação das Invasões" (CEI, donde "Ceilândia"), presidida pela então primeira-dama, dona Vera de Almeida Silveira. Em 1971, já estavam demarcados 17 619 lotes, numa área de 20 quilômetros quadrados, que, posteriormente, foi ampliada para 231,96 quilômetros quadrados, pelo Decreto 2 842, de 10 de agosto de 1988. Os lotes ficavam ao norte de Taguatinga, nas antigas terras da Fazenda Guariroba. Os lotes eram destinados à transferência dos moradores das invasões do IAPI; das Vilas Tenório, Esperança, Bernardo Sayão e Colombo; dos morros do Querosene e do Urubu; e Curral das Éguas e Placa das Mercedes, invasões com mais de 15 mil barracos e mais de 80 mil moradores. A Novacap fez a demarcação em 97 dias, com início em 15 de outubro de 1970.
Em 27 de março de 1971, o governador Hélio Prates lançava a pedra fundamental de Ceilândia. Às 9 horas do mesmo dia, tinha início o processo de assentamento das vinte primeiras famílias da invasão do IAPI. Ceilândia foi fundada em 27 de março de 1971, recebendo a condição de região administrativa, conforme a Lei 49, de 25 de outubro de 1989. 
Ceilândia também abriga anualmente o evento "São João do Cerrado". Considerado o terceiro maior São João do Brasil - ficando atrás apenas de Campina Grande e de Caruaru -, o evento também conta com parque de diversões, praça de alimentação, circo e artesanatos. Cada ano a festa tem um tema diferente e conta com atrações variadas e renomadas na cena junina.
Ceilândia possui cerca de 398 374 habitantes (PDAD 2010/2011), o que a converte na região administrativa de maior população do Distrito Federal. A padroeira da cidade é Nossa Senhora da Glória, cuja festa litúrgica se dá em 15 de agosto.

## Etimologia
O sufixo "-lândia" significa "terra", "terreno", "lugar" (de "land") em língua inglesa ou alemã. O prefixo "cei-" se refere à sigla da Campanha de Erradicação das Invasões. O secretário Otomar Lopes Cardoso conferiu à nova localidade o nome de Ceilândia, inspirado na sigla "CEI" e na palavra inglesa "lândia" (o sufixo estava na moda).

## Subdivisões
Ceilândia foi dividida originalmente nas áreas de Ceilândia Norte, Ceilândia Sul, Ceilândia Centro e Guariroba (esses três primeiros, juntamente com parte da Guariroba, formavam o setor tradicional).
Atualmente também é dividida em diversos outros setores, como o Setor M (QNM e EQNM), Setor N (QNN e EQNN), Setor O e Expansão do Setor O (QNO e EQNO), Setor P (QNP e EQNP) dividido em P Norte e P Sul, Setor Q (QNQ), Setor R (QNR) e Condomínio Privê (MOD). Até 2019, quando foi criada a região administrativa de Sol Nascente/Pôr do Sol, dois núcleos distintos, estes eram considerados, não oficialmente, como parte da Ceilândia, que, em sua grande parte, são subúrbios (favelas) densamente povoados. O controle urbano tem sido uma prioridade do governo local, embora não consiga muito sucesso, tendo em vista a expansão urbana ser inevitável com a chegada de mais moradores.

## Religião
A percentagem religiosa[carece de fontes?] de Ceilândia se divide da seguinte forma:
- Católicos: 64,7%
- Protestantes: 26,9%
- Outras/Não sabe/Não têm: 8,4%

### Catolicismo
A Igreja Católica Apostólica Romana está fortemente presente na cidade, com diversas igrejas, escolas e associações, procissões e festejos. Conta com 17 paróquias. Contando as igrejas matrizes mais as capelas, somam-se um total de 41 igrejas. A paróquia mais antiga é a Paróquia da Ressurreição, criada a 21 de março de 1971.
Das congregações religiosas que prestam assistência social e religiosa à comunidade, podemos contar 4 femininas: Filhas da Caridade, Irmãs da Consolação, Franciscanas Missionárias de Maria Auxiliadora e as Missionárias de Santa Terezinha; e 4 masculinas: Capuchinhos, Congregação do Espírito Santo, Franciscanos Conventuais e Salesianos.

### Demais religiões
Mesmo sendo majoritária na região, o catolicismo romano enfrenta uma crescente queda dentro do seu número de fiéis, sendo as igrejas protestantes de cunho pentecostal e neopentecostal, os que abrigam a maior parte dos recém-convertidos. A Igreja Siríaca de rito missionário carismático existe na região através de duas comunidades, sendo uma consagrada a Nossa Senhora da Rosa Mística e outra a São Bento, ambas subsidiadas à Igreja de São Jorge em Taguatinga sob jurisdição da Arquidiocese de Brasília da Igreja Siríaca.
A cidade possui também uma grande quantidade de templos e terreiros das Religiões Afro-Brasileiras, entre eles a "Seara Espírita Luz e Verdade Cabocla Jurema" um dos Centros mais antigos da Umbanda do Distrito Federal, fundado em 1970, ainda na antiga Vila do IAPI, tendo sido transferido para Ceilândia Norte na época da remoção.

## Educação
A cidade abriga desde 2008 um dos campi da Universidade de Brasília (UnB). Possui os cursos de Enfermagem, Farmácia, Fisioterapia, Fonoaudiologia, Terapia Ocupacional e Saúde Coletiva.
Além da região, abrigar a Universidade de Brasília (UnB), também dispõe de um dos campi do Instituto Federal de Brasília, localizado entre a Faculdade de Ceilândia da Unb e a linha do metrô do setor P SUL. Neste campi, as áreas de atuação são nos cursos técnicos (Equipamentos Biomédicos, Eletrônica e Segurança do Trabalho), cursos de curta duração de Formação Inicial e Continuada (FIC), curso superior de Licenciatura em Letras, além de cursos de extensão, PRONATEC e e-TEC.

## Economia

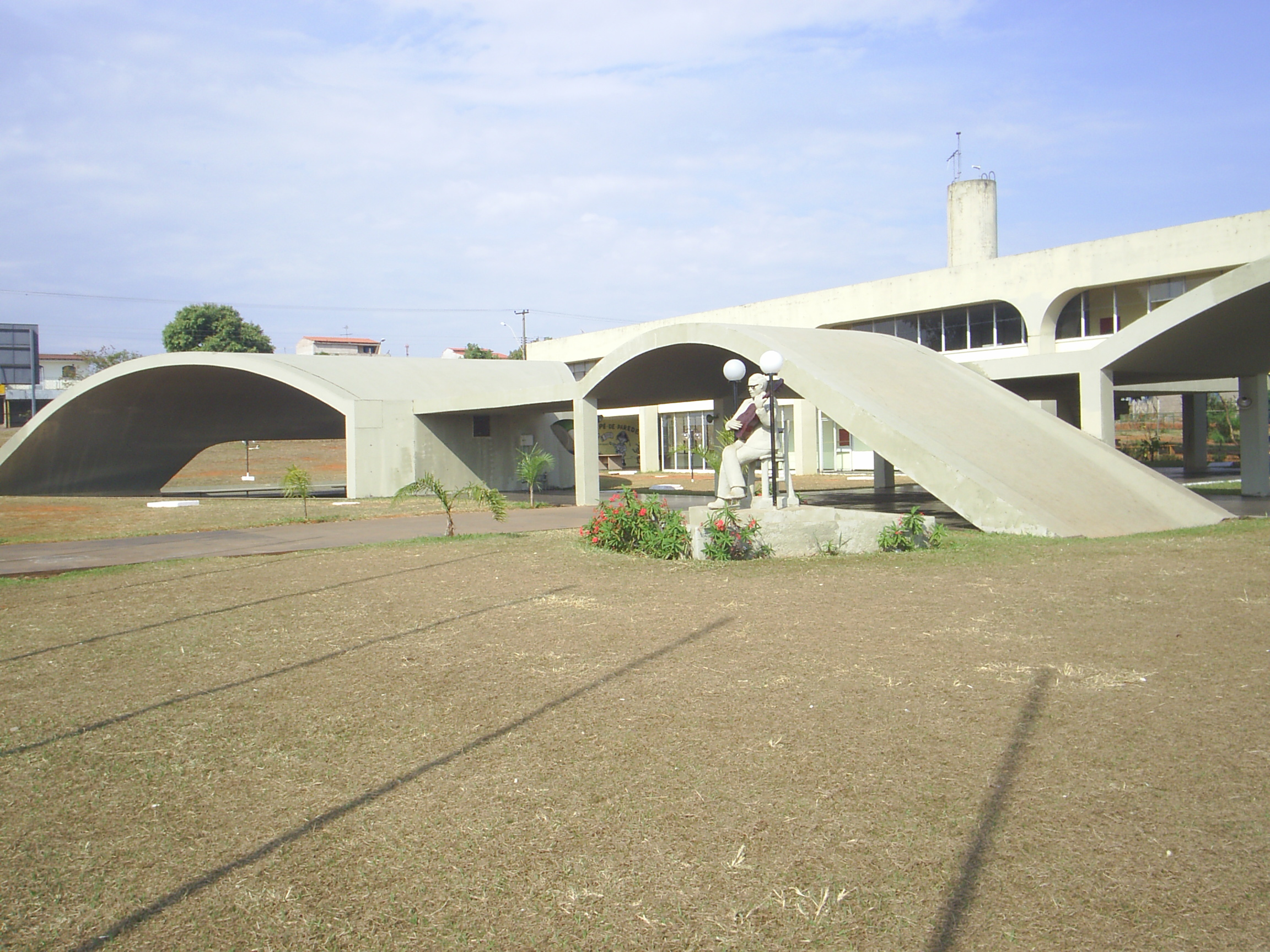
A Casa do Cantador

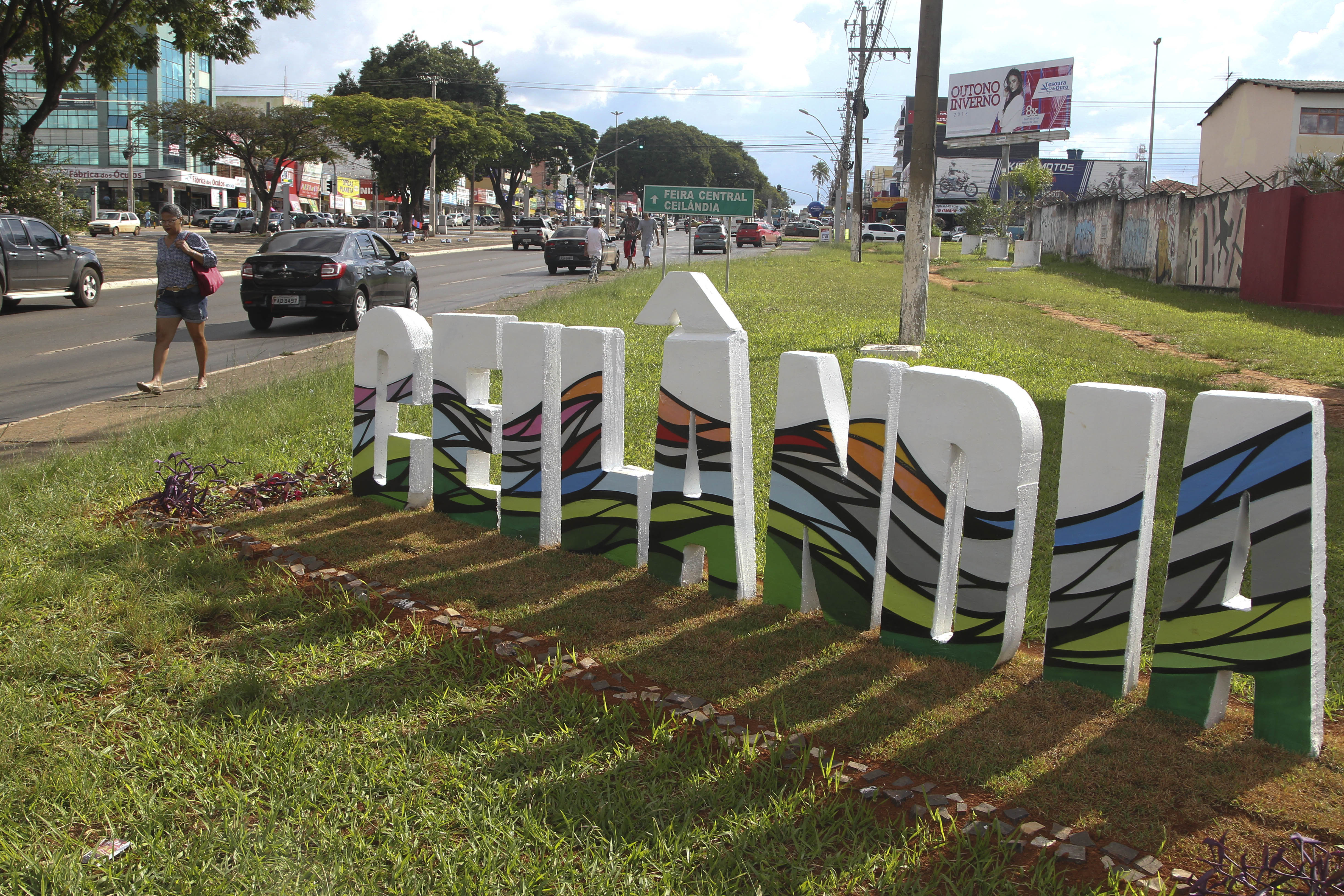
Letreiro da Entrada de Ceilândia

Com uma população de cerca de 400 mil habitantes, Ceilândia é considerada a região administrativa com maior influência nordestina no Distrito Federal. Tem uma economia forte, baseada principalmente no comércio e na indústria, e é considerada também um celeiro cultural e esportivo, por conta de sua riquíssima diversidade artística e pelos atletas da cidade que despontam no cenário nacional e mundial.
O Setor de Indústrias de Ceilândia é um dos principais do Distrito Federal. As maiores fábricas são de pré-moldados, alimentos e móveis. E, de acordo com a Associação Empresarial de Ceilândia, ainda há espaço para crescer. Ceilândia é a região administrativa com o maior número de comerciários do Distrito Federal (100 mil), possui uma população economicamente ativa de 160 mil pessoas e pode-se verificar também uma grande quantidade de feiras na região, como a Feira Central - a principal, exemplo de um empreendimento informal, pelo qual a cidade também pode se fortalecer.

## Acesso e transportes
As chamadas "Estradas Parques" fazem a ligação rodoviária entre Ceilândia e o Plano Piloto:
- DF-075 (Estrada Parque Núcleo Bandeirante - EPNB);
- DF-085 (Estrada Parque Taguatinga - EPTG, ou "Linha Verde");
- DF-095 (Estrada Parque Ceilândia - EPCL, ou "Via Estrutural").

A rodovia federal BR-070, que margeia o setor norte da cidade, dá acesso aos municípios goianos de Águas Lindas de Goiás e Pirenópolis.
Ceilândia é servida por algumas estações do Metrô do Distrito Federal: Ceilândia Sul, Guariroba, Ceilândia Centro, Ceilândia Norte e Ceilândia. Outras duas encontram-se em construção.
Há vários terminais de ônibus urbanos, de onde partem ônibus para várias regiões do Distrito Federal e Entorno.
A Avenida Hélio Prates é uma das suas principais avenidas, concentrando boa parte do comércio da cidade.